# Stożek geograficzny
Stożek geograficzny (Conus geographus) – gatunek ślimaka z rodziny stożków (Conidae). Zasięg występowania obejmuje Indo-Pacyfik z wyjątkiem Hawajów. Występuje do głębokości 20 m. 
Lekka, cienkościenna muszla mierzy 43–166 mm, choć zwykle osiąga do 15 cm. Ma barwę kremowobiałą, z pomarańczowymi lub czerwonawobrązowymi nieregularnymi liniami i plamami, wzór ten ma tendencję do łączenia się w 2–3 szerokie pasy; ujście muszli niebieskawobiałe, różowe lub białe. Masa ciała u 12 osobników pochodzących z Wielkiej Rafy Koralowej wahała się między 13,3 a 62 g. Skrętka niska, rozdęta, w połowie muszli najszersza. Poprzeczne fałdy wzrostu są mocne, niskie u podstawy, przy górnej krawędzi falisty. U podstawy znajduje się wrzeciono sprawiające wrażenie uciętego.
Silnie toksyczny, do roku 1978 zanotowano ponad 30 przypadków ukąszeń śmiertelnych; wytwarza najbardziej neurotoksyczne peptydy spośród przedstawicieli Conus. Pożywienie stanowią ryby, jak również inne mięczaki. Osobniki mierzące 80–87 mm są w stanie upolować rybę o długości 13–14 cm.
Jak inni przedstawiciele Conus, żerują nocą. Do zlokalizowania zdobyczy używają chemoreceptorów. Kiedy ryba znajdzie się blisko stożka, ten swoją nogą łapie ją i przesuwając nogę, powoli obejmuje całe jej ciało. Następnie swoim lejkowatym rostrum kąsa ją. Jeżeli ryba jest niewielkich rozmiarów (3–5 cm długości), stożek może ją zjeść po 10–60 sekundach; przy większych rybach czas ten wynosi 3–10 minut. W trakcie badań, których wyniki opublikowano w roku 1971, strawienie małej ofiary – jak ryba Microcanthus strigatus (skubaczowate) – zajmuje około 19 godzin.